# Gisbert Cuper
Pour les articles homonymes, voir Cuper.
Gisbert Cuper, Gijsbert Kuiper ou Gisbertus Cuperus (28 septembre 1644 à Hemmen, Pays-Bas - 22 novembre 1716 à Deventer, Pays-Bas) est un antiquaire, philologue et homme politique néerlandais.

## Biographie
Gisbert Cuper est né le 28 septembre 1644 à Deventer aux Pays-Bas.
Formé dans un premier temps à la maison, il suit ensuite des cours à Nimègue en rhétorique, philosophie, mathématiques, histoire, droit et théologie. Dans le but d'améliorer ses connaissances, il se rend à Leyde, où il suit les enseignements de Johann Friedrich Gronovius (dit l'Ancien). Il poursuit ses études à Paris. 
En 1668, il est nommé professeur d'histoire et de rhétorique dans un athenaeum à Deventer. Quatre ans plus tard, en 1672, il est nommé recteur de l'institut universitaire. Il est élu bourgmestre de Deventer en 1674. Ensuite, il est délégué de la ville aux réunions des États provinciaux, puis délégué (1681-1694) de la province d'Overijssel aux États généraux de la République des Pays-Bas. En 1706, à l'époque de la guerre de Succession d'Espagne, il est nommé commissaire de l'État, l'une des plus hautes fonctions de la République.
Pendant son office de commissaire, il maintient une abondante correspondance avec le théologien français David Martin sur un projet d'édition de Bible, ouvrage que ce dernier a fait publier. 
Cuper meurt le 22 novembre 1716.
Cuper a été membre honoraire étranger à partir 1715 de l'Académie royale des inscriptions et belles-lettres.

## Œuvres
(Liste incomplète)
- Gisberti Cuperi Observationum Libri Tres: In Quibus Multi Auctorum loci, qua explicantur, qua emendantur, Varii ritus eruuntur, & nummi elegantissimi illustrantur (3 vol.) , Utrecht : Petrus Elzevier, 1670[5].
- Harpocrates, et Monumenta antiqua inedita, 1687[6]
- Dissertatio de arrogantia Romanorum imperatorum, regum Persarum etc.
- Imagines Regum Angliae Allatae Romam Anno Domini 1627 a P. Joannè Tompsons Soctis Jesu Praesignificantes Mutationem Religionis in Anglia
- Lectiones publicae in Suetonii C. Iul. Caesar
- Memorie voor de Heer Cornelis Moerkercke, fiscael op Malacca
- Notae in Lucianum
- Numismata aurea
- Monumenta antiqua inedita
- Apotheosis vel Consecratio Homeri